# Брокс, Райвис
Райвис Брокс (латыш. Raivis Broks, 20 февраля 1982, Мадона) — латвийский бобслеист, разгоняющий, выступает за сборную Латвии с 2007 года. Участник двух зимних Олимпийских игр, неоднократный победитель и призёр национальных первенств, различных этапов Кубка Европы.

## Биография
Райвис Брокс родился 20 февраля 1982 года в городе Мадона. Активно заниматься бобслеем начал в 2007 году, вскоре прошёл отбор в национальную сборную и в качестве разгоняющего стал ездить на крупнейшие международные старты, порой показывая довольно неплохие результаты. В ноябре дебютировал в Кубке Европе, на этапе в австрийском Иглсе занял пятое место в обеих дисциплинах, как в двойках, так четвёрках. Несколько недель спустя на этапе в итальянской Чезане выиграл свою первую медаль, бронзовую в зачёте двоек. В январе 2008 года впервые поучаствовал в заездах Кубка мира, в Чезане с четвёркой показал семнадцатое время. На молодёжном чемпионате мира 2008 года в Иглсе был десятым с двухместным экипажем и шестым с четырёхместным, тогда как на взрослом мировом первенстве в немецком Альтенберге финишировал семнадцатым с двойкой и пятнадцатым с четвёркой.
Весь следующий сезон Брокс неизменно присутствовал в двадцатке сильнейших почти на всех этапах мирового кубка, однако на чемпионате мира 2009 года в американском Лейк-Плэсиде выступил не очень удачно, с двойкой пришёл к финишу лишь двадцать седьмым, а с четвёркой — шестнадцатым. Далее благодаря череде успешных выступлений удостоился права защищать честь страны на зимних Олимпийских играх 2010 года в Ванкувере, где в программе четырёхместных экипажей занял одиннадцатое место. В постолимпийском сезоне из-за высокой конкуренции вынужден был выступать в основном на второстепенных менее значимых соревнованиях вроде европейского кубка, хотя был здесь весьма успешен, выиграл три серебряные медали и одну бронзовую. На чемпионате мира 2011 года в немецком Кёнигсзее участвовал в зачёте четвёрок и финишировал пятнадцатым, год спустя на соревнованиях в Лейк-Плэсиде был двадцать вторым с двойкой.
В 2014 году Брокс побывал на Олимпийских играх в Сочи, где финишировал четырнадцатым в программе мужских четырёхместных экипажей.